# Martin Fehrm
Erik Martin Fehrm, född 8 mars 1910 i Järna, Kopparbergs län, död 6 augusti 2001 i Stockholm, var en svensk ingenjör och ämbetsman som framför allt var verksam vid Försvarets forskningsanstalt (FOA), bland annat som generaldirektör för myndigheten. Han var son till bokhandlare Fritz Fehrm och Klara Fehrm, född Matsson.

## Biografi
Efter studentexamen i Falun studerade Fehrm vid Kungliga tekniska högskolan, och blev civilingenjör i elektroteknik 1932. Fehrm, som hade ett stort intresse för radioteknik anställdes på Arméförvaltningen 1933 och övergick till Flygförvaltningen 1940, där han blev flygingenjör av 2:a graden 1942, och var kvar där under resten av andra världskriget. Under kriget deltog Fehrm i undersökningar av utländsk krigsmateriel som hamnat i Sverige, bland annat utrustning i de många allierade och tyska flygplan som nödlandade eller störtade i Sverige.
Fehrm blev också Flygförvaltningens expert på "ekoradio", som var det tidiga svenska namnet på radar. Han deltog i den arbetsgrupp för ekoradio som skapades vid Statens uppfinnarnämnd 1942. I samband med att FOA bildades 1945 överfördes ekoradioenheten vid Statens uppfinnarnämnd dit, och utgjorde grunden för FOA:s teletekniska avdelning, där Martin Fehrm blev chef. Under tiden som chef för denna avdelning etablerade han samarbete mellan FOA och olika universitet och högskolor, framför allt KTH. Fehrm stödde KTH:s televisionsgrupp i slutet av 1940-talet och KTH:s transistorgrupp från 1952.
Fehrm blev generaldirektör för FOA 1957, och stannade på posten till 1968. Under Fehrms tid som generaldirektör fungerade han också som rådgivare till ledande försvarspolitiker och ÖB, inte minst i samband med flera försvarsbeslut. Kärnvapenfrågan stod i centrum under denna tid, och FOA:s säkerhetspolitiska verksamhet grundades. 1968-1971 satt Fehrm som ledamot i FOA:s styrelse.
1968 blev Fehrm den förste chefen för den nyskapade Styrelsen för teknisk utveckling (STU). Han lämnade dock uppdraget 1971 för att övergå till egen konsultverksamhet. Fehrm hade också många uppdrag inom olika statliga forskningsorgan. Han var ordförande i Naturvetenskapliga forskningsrådet 1965-1977, ledamot av Forskningsberedningen 1962-1978 samt ledamot av Transportforskningsdelegationen 1971-1982. Han var också ordförande i Stamnätsnämnden 1966-1985, ledamot av Miljövårdsberedningen 1968-1977 och styrelseledamot i AB Atomenergi 1974-1977.
Fehrm var också ordförande i Svenska Teknologföreningen 1972-1973 och var förste vice ordförande i Sveriges Civilingenjörsförbund 1974-1977, sedan detta förbund hade bildats ur teknologföreningen.

## Utmärkelser
Fehrm valdes in i Kungliga Krigsvetenskapsakademien 1949, och i Ingenjörsvetenskapsakademien 1958. Han blev teknologie hedersdoktor vid Chalmers tekniska högskola 1963. Regeringen tilldelade honom medaljen Illis Quorum i 12:e storleken 1977 för "mångåriga och betydelsefulla insatser på forskningspolitikens och naturvetenskapens område". Krigsvetenskapsakademien belönade Fehrm vid sitt 200-årsjubileum 1996 med sin nyinstiftade stora guldmedalj "för banbrytande insatser inom svensk försvarsforskning".